# 孔芬斯
孔芬斯是巴西米纳斯吉拉斯州的一个市镇。总面积42.008平方公里，总人口5680人，人口密度135.2人/平方公里。